# آنا ایریاما
آنا ایریاما (انگلیسی: Anna Iriyama؛ زادهٔ ۳ دسامبر ۱۹۹۵) بازیگر،  یوتیوبر و خواننده ژاپنی و عضو پیشین گروه موسیقی ای‌کی‌بی ۴۸ است. وی از سال ۲۰۱۰ میلادی تاکنون در ژاپن و مکزیک مشغول به فعالیت هنری است.